# The Kill
The Kill ist eine australische Grindcore-Band aus Melbourne, die im Jahr 2000 gegründet wurde, sich 2003 auflöste und seit 2008 wieder aktiv ist.

## Geschichte
Nachdem sich die Band Openwound aufgelöst hatte, beschlossen der Schlagzeuger Jay Jones und der Gitarrist Robert „Roby“ Polzella mit dem Sänger Neil Cuthbertson von Undinism im Jahr 2000 The Kill zu gründen. Ihren Namen bezog die Gruppe vom Napalm-Death-Album Scum, das ein gleichnamiges Lied enthält. Es folgten die Aufnahmen und Veröffentlichung eines ersten Demos. 2003 erschien The Soundtrack to Your Violence bei No Escape Records, worauf Tony Forde von Blood Duster zu hören ist. Die Aufnahme dieser EP war noch mit Cuthbertson begonnen, durch seinen Ausstieg unterbrochen und mit Forde beendet worden. Einige Lieder der EP sind auch auf einer Split-Veröffentlichung mit der schwedischen Band Birdflesh enthalten. Die Band hatte sich noch vor dem Erscheinen der EP aufgelöst.
2008 fand sich die Gruppe wieder zusammen, nun mit Nik Kennedy als Sänger. Noch im selben Jahr erschien die Kompilation Hate Sessions 2000 – 2002, die aus dem selbstbetitelten Demo aus dem Jahr 2001 und The Soundtrack to Your Violence besteht. Im folgenden Jahr erschien das Live-Album Blast Beat'n the Shit Outta PBS (Live to Air), das bei der PBS-Radioshow Burning Bitumen entstanden war. Die Veröffentlichung fand auf CD bei Polzellas Label Blastafuk Records und später als Schallplatte bei Disharmonic Records statt. 2010 wurden insgesamt 20 Lieder aufgenommen, für spätere Split-Veröffentlichungen mit Captain Cleanoff, Mortalized und The Communion. Im folgenden Jahr war die Gruppe auf dem Maryland Deathfest und in Brisbane auf dem Bastardfest zu sehen. Zudem erschien das Debütalbum Make ’Em Suffer. 2013 nahm die Band an einer Split-Veröffentlichung von Selfmadegod Records mit Antigama und Noisear teil. 2014 ging es auf Tournee durch Europa. Außerdem wurden 19 neue Lieder für das zweite Album Kill Them…All aufgenommen. Der Tonträger wurde 2015 bei Obscene Productions veröffentlicht.

## Stil
Sean Reveron von cvltnation.com schrieb in seiner Rezension zu Make ’Em Suffer, dass kein Song die Zwei-Minuten-Marke überschreite. Er ordnete die Band dem Grindcore zu, wobei die Lieder durch verworrene Schlagzeugstrukturen und kraftvolle Gitarren-Riffs geprägt seien. Die Geschwindigkeit sei meist aggressiv hoch, wobei das Album im klassischen Powerviolence-Stil produziert worden sei. Christopher Luedtke von metalinjection.net gab in seiner Rezension zu Kill Them…All an, dass The Kill zu den wichtigen Bands des modernen Grindcore gehört. Sie setze in ihren Liedern auf Humor und Empfindsamkeit, wobei sie mehr eine satirische und kommentierende Wirkung hätten anstatt dass sie politische oder persönliche Probleme thematisiere. Die Musik biete zwar kaum Abwechslung, biete dennoch guten, geradlinigen und aggressiven Grindcore und sei für Fans von Fuck…I’m Dead, Municipal Waste oder Gridlink geeignet.

## Diskografie
- 2001: The Kill (Demo, No Escape Records)
- 2001: Wrong Side of the Tracks (Split mit Dahmer, Lucifer D. Larynx und Needful Things, Dry Retch Records)
- 2001: Suicidal Disease / The Kill (Split mit Retaliation, Mortville Noise Records)
- 2003: Catbomb / Untitled (Split mit Birdflesh, Regurgitated Semen Records)
- 2003: The Soundtrack to Your Violence (EP, No Escape Records)
- 2008: Insect Warfare / The Kill (Split mit Insect Warfare, Torture Garden Pictures Company)
- 2008: Hate Sessions 2000 - 2002 (Kompilation, No Escape Records)
- 2009: Blast Beat'n the Shit Outta PBS (Live to Air) (Live-Album, Blastafuk Records)
- 2011: Shower of Bricks (EP, Blastafuk Records)
- 2011: The Kill / White Eyes (Split mit White Eyes, To Live a Lie Records)
- 2012: Make ’Em Suffer (Album, Blastafuk Records)
- 2013: The Kill / The Communion (Split mit The Communion, Fat Ass Records)
- 2013: The Kill / モータライズド (Split mit Mortalized, Haunted Hotel Records)
- 2013: Shower of Bricks / Captain Cleanoff (Split mit Captain Cleanoff, Psychocontrol Records)
- 2013: Antigama / The Kill / Noisear (Split mit Antigama und Noisear, Selfmadegod Records)
- 2015: Kill Them…All (Album, Obscene Productions)
- 2015: Speed Freak Killer (EP, Blastafuk Records)